# Apophylia phuphanensis
Apophylia phuphanensis là một loài bọ cánh cứng trong họ Chrysomelidae. Loài này được Bezdek miêu tả khoa học năm 2006.